# The Chariot (группа)
The Chariot (МФА: [ˈtʃæriət]; читается как Зе Чариэт (рус. Колесница)) — американская металкор-группа из Дугласвилля, штат Джорджия, существовавшая с 2003 по 2013 год. С момента создания состав неоднократно менялся, во главе с основателем группы и вокалистом Джошем Скогином. Творчество группы можно считать по большей части экспериментальным, сосредоточенном на металлическом хардкоре и маткоре, что вкупе иногда именуют, как «хаотичный хардкор» (англ. chaotic hardcore). В основном известны благодаря своей эмоциональной и энергичной манере исполнения на концертах. The Chariot часто называют христианской группой, что отражается в лирике их песен. Но в одном из своих интервью вокалист Джош Скогин говорил, что «не стремится насаждать свои религиозные убеждения кому-либо». По его словам, судить о группе можно только по музыке, а не внешнему виду или взглядам. Все свои альбомы группа записала с одним продюсером — Мэттом Голдманом, в его студии Glow in the Dark в городе Атланта, штат Джорджия.

## История
До создания The Chariot Джош Скогин был вокалистом в христианской металкор-группе Norma Jean, из которой ушел в 2003 году, что шокировало многих в «хардкор кругах». Как говорит сам Джош, причиной для ухода были не разногласия с музыкантами, а сугубо личный выбор. Практически сразу после этого он собирает новый коллектив и даёт ему название The Chariot (рус. Колесница), вдохновленный библейской ветхозаветной историей о пророке Илии и Огненной Колеснице. В 2004 году группа подписывает контракт с христианским лейблом Solid State Records и выпускает свой первый альбом Everything Is Alive, Everything Is Breathing, Nothing Is Dead, and Nothing Is Bleeding, записанный «вживую». В 2005 году выпускают Unsung EP, включающий три перезаписанные песни с дебютного альбома. В 2007 году The Chariot записывают второй полноформатный альбом The Fiancée с участием Хейли Уильямс из Paramore в одной из песен. В 2009 выходит альбом Wars and Rumors of Wars. Первые 25 тысяч копий дисков участники группы печатали и оформляли вручную. В 2010 году The Chariot подписывают контракт с новым лейблом Good Fight Music, и 23 ноября выпускают альбом Long Live. В записи принимали участие Дэн Смит из Listener и арфистка Тимбр Керпке. В 2011 году выходит макси-сингл «Music of a Grateful Heart», с неизданной ранее одноименной песней и удлиненной версией одного из треков с «Long Live». В 2012 году группа записывает и выпускает альбом One Wing. В 2013 году группа анонсировала свой роспуск, после чего последовал прощальный тур по Соединенным Штатам Америки. Свой распад группа объяснила, как «самое подходящее для этого время».
В конце 2013 года Джош Скогин организовал новый проект — дуэт '68. Брэндон Хендерсон вошел в первый состав Holy+Gold, Стивен Харрисон стал одним из участников группы The Fever.

## Концерты в России
The Chariot приезжали в Россию с концертами дважды. 30 марта 2009 года выступали в Санкт-Петербурге в клубе «Орландина» и 1 апреля 2009 года в Москве в клубе «Tabula Rasa». В 2012 году группа провела тур по России и Украине, включающий города: Санкт-Петербург, Красноярск, Новосибирск, Екатеринбург, Челябинск, Самара, Саратов, Нижний Новгород, Москва, Воронеж, Ростов и Киев. Московский концерт в клубе «Plan B» 5 апреля 2012 года с разрешения группы был полностью записан и выложен на видеохостинге YouTube.

## Состав группы
Последний состав
- Джош Скогин — вокал (2003-2013)
- Стефен «Stevis» Харрисон — ритм-гитара, бэк-вокал (2009-2013), бас-гитара (2012-2013)
- Брендон Хендерсон — соло-гитара, бэк-вокал (2011-2013), бас-гитара (2012-2013)
- Дэвид Кеннеди — барабаны (2008-2013)

Бывшие участники
- Джон «KC Wolf» Кидлер — бас-гитара, бэк-вокал (2006-2012)
- Джон Террей — гитара, бэк-вокал (2006-2008, 2010)
- Брайан Рассел Тейлор — гитара (2008-2010)
- Марк Макги — барабаны (2008)
- Дэн Итон — бас-гитара, гитара, бэк-вокал (2006-2008)
- Джейк Райан — барабаны (2005-2008)
- Джошуа Бейзер — бас-гитара (2003-2006)
- Марк Ник — барабаны (2005)
- Джефф Картер — барабаны (2004-2005)
- Тони Медина — гитара (2003-2005)
- Джон Байс — вокал (2009)

## Дискография
Студийный альбомы
- 2004: Everything Is Alive, Everything Is Breathing, Nothing Is Dead and Nothing Is Bleeding
- 2007: The Fiancée
- 2009: Wars and Rumors of Wars
- 2010: Long Live
- 2012: One Wing

EP
- 2005: Unsung EP

Компиляции
- 2011: Before There Was[17]

Синглы
- 2011: «Music of a Grateful Heart»[18]

## Видеография
В список входят как официальные, так и неофициальные видеоклипы, снятые либо самими участниками группы, либо смонтированные их друзьями-фанатами.
| Год  | Название                            | Альбом                                                                                 | Автор видео   |
| ---- | ----------------------------------- | -------------------------------------------------------------------------------------- | ------------- |
| 2005 | The Company, The Comfort, The Grave | Everything Is Alive, Everything Is Breathing, Nothing Is Dead, and Nothing Is Bleeding | The Chariot   |
| 2007 | Forgive Me Nashville                | The Fiancée                                                                            | The Chariot   |
| 2007 | They Drew Their Swords              | The Fiancée                                                                            | The Chariot   |
| 2009 | Daggers                             | Wars and Rumors of Wars                                                                | The Chariot   |
| 2010 | Evolve                              | Wars and Rumors of Wars                                                                | The Chariot   |
| 2010 | David De La Hoz                     | Long Live                                                                              | The Chariot   |
| 2011 | The City                            | Long Live                                                                              | The Chariot   |
| 2011 | Evan Perks                          | Long Live                                                                              | The Chariot   |
| 2012 | Speak                               | One Wing                                                                               | The Chariot   |
| 2012 | The Audience                        | Long Live                                                                              | Олег Rooz     |
| 2012 | Calvin Makenzie                     | Long Live                                                                              | Ryan Green    |
| 2012 | Cheek.                              | One Wing                                                                               | Brian Lefevre |
| 2013 | Forget                              | One Wing                                                                               | Zach Andrews  |

Документальные фильмы:
| Год  | Название                             | Режиссёр    |
| ---- | ------------------------------------ | ----------- |
| 2004 | Ladies and Gentlemen: The Chariot    | Джош Скогин |
| 2007 | One More Song                        | Джош Скогин |
| 2014 | «Forget Not» The Chariot Documentary | Дерек Сирз  |